# Incidente de Niihau

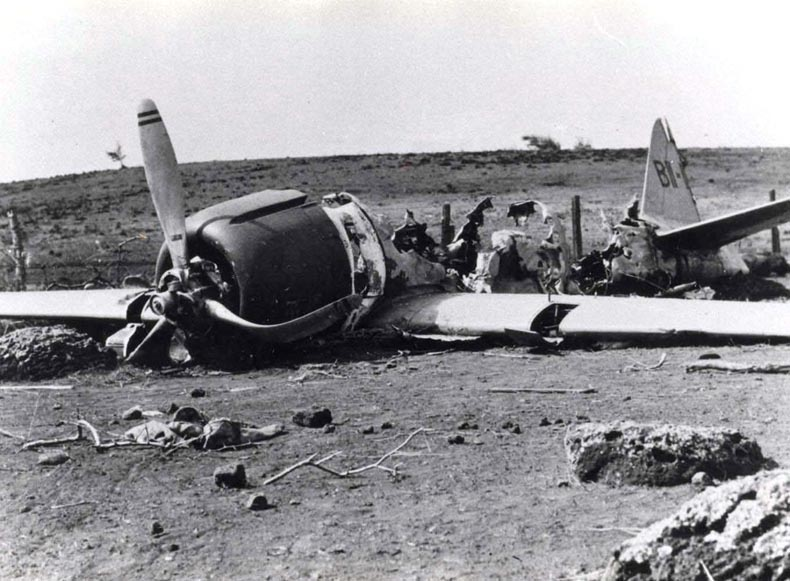
A6M2 Zero 2266 Tail BII-120.

El incidente de Niʻihau ocurrió del 7 al 13 de diciembre de 1941, cuando el piloto del Servicio Aéreo de la Armada Imperial Japonesa Shigenori Nishikaichi (西 開 地 重 徳, Nishikaichi Shigenori) aterrizó su caza Mitsubishi A6M Zero en la isla hawaiana de Niʻihau después de participar en el ataque a Pearl Harbor. La Armada Imperial Japonesa había designado a Niʻihau como una isla deshabitada para que los aviones dañados aterrizaran y esperaran su rescate.
El piloto compartió información sobre el ataque de Pearl Harbor con los habitantes de la isla de ascendencia japonesa. Inicialmente, los residentes nativos de Hawái desconocían el ataque, pero detuvieron a Nishikaichi cuando la gravedad de la situación se hizo evidente. Luego, el piloto buscó y recibió la ayuda de los tres locales hawaianos de ascendencia japonesa en la isla para vencer a sus captores, encontrar armas y tomar varios rehenes. Finalmente, Nishikaichi fue asesinado por los niihauanes Benehakaka "Ben" Kanahele y su esposa Kealoha "Ella" Kanahele; Ben Kanahele resultó herido en el proceso, y uno de los seguidores de Nishikaichi, Yoshio Harada, se suicidó.
Ben Kanahele fue condecorado por su parte para detener la toma de control, pero Ella Kanahele no recibió reconocimiento oficial.